# Kim Young-gwon
Kim Young-gwon (Jeonju, 27 februari 1990) is een Zuid-Koreaans voetballer die sinds 2012 onder contract staat bij Guangzhou Evergrande. In 2010 maakte hij zijn debuut in het Zuid-Koreaans voetbalelftal.

## Clubcarrière
Young-gwon tekende zijn eerste contract in het betaald voetbal transfervrij bij het Japanse FC Tokyo. Zijn debuut in de nationale competitie van Japan maakte hij op 20 maart 2010 tegen Cerezo Osaka (0–0). Hij speelde de volledige wedstrijd en was de enige buitenlander in het elftal. In januari 2011 maakte Young-gwon de overstap naar Omiya Ardija, waar hij in twee jaargangen tot veertig competitieoptredens kwam. Kim Young-gwon vertrok in de zomer van 2012 uit Japan en trok naar China, waar hij bij Guangzhou Evergrande FC een contract tekende tot juni 2016. Zijn debuut volgde op 25 augustus 2012 tegen Tianjin Teda (0–0). Met Guangzhou won hij zijn eerste drie landstitels. Zowel in 2012, 2013 als in 2014 werd de eerste plaats van het landskampioenschap bereikt. Op 20 april 2013 maakte hij zijn eerste doelpunt in het betaald voetbal in de competitiewedstrijd tegen Changchun Yatai (6–1 winst). In hetzelfde jaar speelde Young-gwon veertien wedstrijden in de AFC Champions League, welke gewonnen werd door in de finale FC Seoul te verslaan.

## Clubstatistieken
| Seizoen     | Club                 | Competitie         | Competitie | Competitie | Competitie | Beker | Beker | Beker | Internationaal | Internationaal | Internationaal | Totaal | Totaal | Totaal |
| Seizoen     | Club                 | Competitie         | Wed.       | Dlp.       | Ass.       | Wed.  | Dlp.  | Ass.  | Wed.           | Dlp.           | Ass.           | Wed.   | Dlp.   | Ass.   |
| ----------- | -------------------- | ------------------ | ---------- | ---------- | ---------- | ----- | ----- | ----- | -------------- | -------------- | -------------- | ------ | ------ | ------ |
| 2010        | FC Tokyo             | J-League           | 23         | 0          | 0          | 8     | 1     | 0     | 1              | 0              | 0              | 32     | 1      | 0      |
| Club Totaal | Club Totaal          | Club Totaal        | 23         | 0          | 0          | 8     | 1     | 0     | 1              | 0              | 0              | 32     | 1      | 0      |
| 2011        | Omiya Ardija         | J-League           | 27         | 0          | 1          | 2     | 0     | 0     | —              | —              | —              | 29     | 0      | 1      |
| 2012        | Omiya Ardija         | J-League           | 13         | 0          | 0          | 3     | 1     | 0     | —              | —              | —              | 16     | 1      | 0      |
| Club Totaal | Club Totaal          | Club Totaal        | 40         | 0          | 1          | 5     | 1     | 0     | 0              | 0              | 0              | 45     | 1      | 1      |
| 2012        | Guangzhou Evergrande | China Super League | 7          | 0          | 0          | 4     | 0     | 0     | 2              | 0              | 0              | 13     | 0      | 0      |
| 2013        | Guangzhou Evergrande | China Super League | 26         | 2          | 1          | 5     | 0     | 0     | 14             | 0              | 0              | 45     | 2      | 1      |
| 2014        | Guangzhou Evergrande | China Super League | 16         | 1          | 0          | 0     | 0     | 0     | 12             | 0              | 0              | 28     | 1      | 0      |
| 2015        | Guangzhou Evergrande | China Super League | 18         | 0          | 1          | 0     | 0     | 0     | 11             | 0              | 0              | 29     | 0      | 1      |
| 2016        | Guangzhou Evergrande | China Super League | 15         | 0          | 1          | 3     | 0     | 0     | 7              | 0              | 0              | 25     | 0      | 1      |
| 2017        | Guangzhou Evergrande | China Super League | 4          | 0          | 0          | 5     | 0     | 0     | 2              | 0              | 1              | 11     | 0      | 1      |
| 2018        | Guangzhou Evergrande | China Super League | 5          | 0          | 0          | 0     | 0     | 0     | 8              | 0              | 0              | 13     | 0      | 0      |
| Club Totaal | Club Totaal          | Club Totaal        | 91         | 3          | 3          | 17    | 0     | 0     | 56             | 0              | 1              | 164    | 3      | 4      |
| 2019        | Gamba Osaka          | J-League           | 32         | 1          | 1          | 4     | 0     | 0     | —              | —              | —              | 36     | 1      | 1      |
| 2020        | Gamba Osaka          | J-League           | 28         | 0          | 0          | 3     | 0     | 0     | —              | —              | —              | 31     | 0      | 0      |
| 2021        | Gamba Osaka          | J-League           | 16         | 0          | 0          | 0     | 0     | 0     | 4              | 0              | 0              | 20     | 0      | 0      |
| Club Totaal | Club Totaal          | Club Totaal        | 76         | 1          | 1          | 7     | 0     | 0     | 4              | 0              | 0              | 87     | 1      | 1      |
| 2022        | Ulsan HD             | K League 1         | 36         | 0          | 0          | 0     | 0     | 0     | 5              | 0              | 0              | 41     | 0      | 0      |
| 2023        | Ulsan HD             | K League 1         | 32         | 1          | 0          | 1     | 0     | 0     | —              | —              | —              | 33     | 1      | 0      |
| 2024        | Ulsan HD             | K League 1         | 21         | 2          | 0          | 3     | 0     | 0     | 11             | 0              | 0              | 35     | 2      | 0      |
| 2025        | Ulsan HD             | K League 1         | 24         | 0          | 1          | 2     | 0     | 0     | 7              | 0              | 0              | 33     | 0      | 1      |
| Club Totaal | Club Totaal          | Club Totaal        | 113        | 3          | 1          | 6     | 0     | 0     | 23             | 0              | 0              | 142    | 3      | 1      |
| Totaal      | Totaal               | Totaal             | 343        | 7          | 6          | 43    | 2     | 0     | 84             | 0              | 1              | 470    | 9      | 7      |

## Interlandcarrière
Kim Young-gwon maakte in 2010 zijn debuut in het Zuid-Koreaans voetbalelftal in een oefeninterland tegen Nigeria (2–1 winst). In 2013 speelde hij twee wedstrijden op het Oost-Aziatisch kampioenschap. In de zomer van 2014 nam hij met zijn land deel aan het wereldkampioenschap. Hij kreeg speelminuten toegewezen in alle groepsduels. Young-gwon was in januari 2015 actief op het Aziatisch kampioenschap. Op dat toernooi maakte hij het eerste van twee doelpunten voor Zuid-Korea in de met 2–0 gewonnen halve finale tegen Irak. Ook speelde hij de volledige finale, die met 1–2 van gastland Australië verloren werd. Kim Young-gwon kwam eveneens uit op de WK-eindronde 2018 in Rusland, waar de selectie onder leiding van bondocach Shin Tae-yong in de groepsfase werd uitgeschakeld. De ploeg verloor van achtereenvolgens Zweden (0-1) en Mexico (1-2), maar won in het afsluitende groepsduel verrassend met 2-0 van titelverdediger Duitsland, waardoor Die Mannchaft eveneens de koffers kon pakken. Kim Young-gwon speelde als basisspeler mee in alle drie de groepswedstrijden en scoorde tegen Duitsland in de blessuretijd.
| Interlands van Kim Young-gwon voor Zuid-Korea | Interlands van Kim Young-gwon voor Zuid-Korea | Interlands van Kim Young-gwon voor Zuid-Korea | Interlands van Kim Young-gwon voor Zuid-Korea | Interlands van Kim Young-gwon voor Zuid-Korea | Interlands van Kim Young-gwon voor Zuid-Korea | Interlands van Kim Young-gwon voor Zuid-Korea |
| №                                             | Datum                                         | Wedstrijd                                     | Uitslag                                       | Soort wedstrijd                               | Doelpunten                                    |                                               |
| Als speler bij FC Tokyo                       | Als speler bij FC Tokyo                       | Als speler bij FC Tokyo                       | Als speler bij FC Tokyo                       | Als speler bij FC Tokyo                       | Als speler bij FC Tokyo                       | Als speler bij FC Tokyo                       |
| --------------------------------------------- | --------------------------------------------- | --------------------------------------------- | --------------------------------------------- | --------------------------------------------- | --------------------------------------------- | --------------------------------------------- |
| 1.                                            | 11 augustus 2010                              | Zuid-Korea – Nigeria                          | 2 – 1                                         | Vriendschappelijk                             | 0                                             |                                               |
| 2.                                            | 7 september 2010                              | Zuid-Korea – Iran                             | 0 – 1                                         | Vriendschappelijk                             | 0                                             |                                               |
| Als speler bij Omiya Ardija                   |                                               |                                               |                                               |                                               |                                               |                                               |
| 3.                                            | 25 maart 2011                                 | Zuid-Korea – Honduras                         | 4 – 0                                         | Vriendschappelijk                             | 0                                             |                                               |
| 4.                                            | 3 juni 2011                                   | Zuid-Korea – Servië                           | 2 – 1                                         | Vriendschappelijk                             | 1                                             |                                               |
| 5.                                            | 7 juni 2011                                   | Zuid-Korea – Ghana                            | 2 – 1                                         | Vriendschappelijk                             | 0                                             |                                               |
| 6.                                            | 10 augustus 2011                              | Japan – Zuid-Korea                            | 3 – 0                                         | Vriendschappelijk                             | 0                                             |                                               |
| 7.                                            | 11 oktober 2011                               | Zuid-Korea – V.A.E.                           | 2 – 1                                         | Kwalificatie WK 2014                          | 0                                             |                                               |
| 8.                                            | 14 november 2012                              | Zuid-Korea – Australië                        | 1 – 2                                         | Vriendschappelijk                             | 0                                             |                                               |
| Als speler bij Guangzhou Evergrande FC        |                                               |                                               |                                               |                                               |                                               |                                               |
| 9.                                            | 11 juni 2013                                  | Zuid-Korea – Oezbekistan                      | 1 – 0                                         | Kwalificatie WK 2014                          | 0                                             |                                               |
| 10.                                           | 18 juni 2013                                  | Zuid-Korea – Iran                             | 0 – 1                                         | Kwalificatie WK 2014                          | 0                                             |                                               |
| 11.                                           | 20 juli 2013                                  | Zuid-Korea – Australië                        | 0 – 0                                         | Oost-Aziatisch kampioenschap                  | 0                                             |                                               |
| 12.                                           | 28 juli 2013                                  | Zuid-Korea – Japan                            | 1 – 2                                         | Oost-Aziatisch kampioenschap                  | 0                                             |                                               |
| 13.                                           | 6 september 2013                              | Zuid-Korea – Haïti                            | 4 – 1                                         | Vriendschappelijk                             | 0                                             |                                               |
| 14.                                           | 10 september 2013                             | Zuid-Korea – Kroatië                          | 1 – 2                                         | Vriendschappelijk                             | 0                                             |                                               |
| 15.                                           | 12 oktober 2013                               | Zuid-Korea – Brazilië                         | 0 – 2                                         | Vriendschappelijk                             | 0                                             |                                               |
| 16.                                           | 15 oktober 2013                               | Zuid-Korea – Mali                             | 3 – 1                                         | Vriendschappelijk                             | 0                                             |                                               |
| 17.                                           | 15 november 2013                              | Zuid-Korea – Zwitserland                      | 2 – 1                                         | Vriendschappelijk                             | 0                                             |                                               |
| 18.                                           | 19 november 2013                              | Rusland – Zuid-Korea                          | 2 – 1                                         | Vriendschappelijk                             | 0                                             |                                               |
| 19.                                           | 5 maart 2014                                  | Griekenland – Rusland                         | 0 – 2                                         | Vriendschappelijk                             | 0                                             |                                               |
| 20.                                           | 28 mei 2014                                   | Zuid-Korea – Tunesië                          | 0 – 1                                         | Vriendschappelijk                             | 0                                             |                                               |
| 21.                                           | 9 juni 2014                                   | Ghana – Zuid-Korea                            | 4 – 0                                         | Vriendschappelijk                             | 0                                             |                                               |
| 22.                                           | 17 juni 2014                                  | Rusland – Zuid-Korea                          | 1 – 1                                         | WK 2014                                       | 0                                             |                                               |
| 23.                                           | 22 juni 2014                                  | Zuid-Korea – Algerije                         | 2 – 4                                         | WK 2014                                       | 0                                             |                                               |
| 24.                                           | 26 juni 2014                                  | Zuid-Korea – België                           | 0 – 1                                         | WK 2014                                       | 0                                             |                                               |
| 25.                                           | 5 september 2014                              | Zuid-Korea – Venezuela                        | 3 – 1                                         | Vriendschappelijk                             | 0                                             |                                               |
| 26.                                           | 8 september 2014                              | Zuid-Korea – Uruguay                          | 0 – 1                                         | Vriendschappelijk                             | 0                                             |                                               |
| 27.                                           | 10 oktober 2014                               | Zuid-Korea – Paraguay                         | 2 – 0                                         | Vriendschappelijk                             | 0                                             |                                               |
| 28.                                           | 14 oktober 2014                               | Zuid-Korea – Costa Rica                       | 1 – 3                                         | Vriendschappelijk                             | 0                                             |                                               |
| 29.                                           | 14 november 2014                              | Jordanië – Zuid-Korea                         | 0 – 1                                         | Vriendschappelijk                             | 0                                             |                                               |
| 30.                                           | 13 januari 2015                               | Koeweit – Zuid-Korea                          | 0 – 1                                         | Aziatisch kampioenschap                       | 0                                             |                                               |
| 31.                                           | 17 januari 2015                               | Australië – Zuid-Korea                        | 0 – 1                                         | Aziatisch kampioenschap                       | 0                                             |                                               |
| 32.                                           | 22 januari 2015                               | Zuid-Korea – Oezbekistan                      | 2 – 0                                         | Aziatisch kampioenschap                       | 0                                             |                                               |
| 33.                                           | 26 januari 2015                               | Zuid-Korea – Irak                             | 2 – 0                                         | Aziatisch kampioenschap                       | 1                                             |                                               |
| 34.                                           | 31 januari 2015                               | Zuid-Korea – Australië                        | 1 – 2                                         | Aziatisch kampioenschap                       | 0                                             |                                               |
| 35.                                           | 31 maart 2015                                 | Zuid-Korea – Nieuw-Zeeland                    | 1 – 0                                         | Vriendschappelijk                             | 0                                             |                                               |
| 36.                                           | 2 augustus 2015                               | China – Zuid-Korea                            | 0 – 2                                         | Oost-Aziatisch kampioenschap                  | 0                                             |                                               |
| 37.                                           | 5 augustus 2015                               | Japan – Zuid-Korea                            | 1 – 1                                         | Oost-Aziatisch kampioenschap                  | 0                                             |                                               |
| 38.                                           | 9 augustus 2015                               | Zuid-Korea – Noord-Korea                      | 0 – 0                                         | Oost-Aziatisch kampioenschap                  | 0                                             |                                               |
| 39.                                           | 3 september 2015                              | Zuid-Korea – Laos                             | 8 – 0                                         | Kwalificatie WK 2018                          | 0                                             |                                               |
| 40.                                           | 8 september 2015                              | Libanon – Zuid-Korea                          | 0 – 3                                         | Kwalificatie WK 2018                          | 0                                             |                                               |
| 41.                                           | 8 oktober 2015                                | Koeweit – Zuid-Korea                          | 0 – 1                                         | Kwalificatie WK 2018                          | 0                                             |                                               |
| 42.                                           | 12 november 2015                              | Zuid-Korea – Myanmar                          | 4 – 0                                         | Kwalificatie WK 2018                          | 0                                             |                                               |
| 43.                                           | 17 november 2015                              | Laos – Zuid-Korea                             | 0 – 5                                         | Kwalificatie WK 2018                          | 0                                             |                                               |
| 44.                                           | 27 maart 2016                                 | Thailand – Zuid-Korea                         | 0 – 1                                         | Vriendschappelijk                             | 0                                             |                                               |

Bijgewerkt op 25 april 2016.

## Erelijst
Met  Guangzhou Evergrande FC
| Nationaal            |    |                  |
| Landskampioen China  | 3x | 2012, 2013, 2014 |
| Chinese FA Cup       | 1x | 2012             |
| Continentaal         |    |                  |
| AFC Champions League | 1x | 2013             |